# Itaporanga (San Paolo)
Itaporanga è un comune del Brasile nello Stato di San Paolo, parte della mesoregione di Itapetininga e della microregione di Itapeva.
Vi sorge l'abbazia cistercense di Nostra Signora della Santa Croce.